# Reginald Barclay
Reginald Barclay, nome completo Reginald Endicott Barclay III, chiamato familiarmente Reg (e soprannominato "Broccoli"), è un personaggio immaginario dell'universo fantascientifico di Star Trek.  Interpretato dall'attore Dwight Schultz, il tenente Barclay è una presenza ricorrente delle due serie televisive Star Trek: The Next Generation e Star Trek: Voyager. Appare inoltre nel film Primo contatto (Star Trek: First Contact, 1996), nel film fanfiction di animazione, distribuito direct-to-video Borg War (2006), oltre che nel videogioco Star Trek: Elite Force II (2003) e nel romanzo di Michael Jan Friedman Reunion (1991).

## Caratteristiche
Ingegnere della diagnostica dei sistemi dotato di grande talento, Reginald Barclay è imbarcato sulle navi stellari USS Enterprise NCC-1701-D e USS Enterprise NCC-1701-E capitanate da Jean-Luc Picard a partire dal 2366.. Barclay è contraddistinto da un carattere fortemente timido e introverso. Pur essendo dotato di buone competenze e capacità, che gli permettono spesso di trovare soluzioni brillanti ai problemi, la sua insicurezza gli procura gravi problemi di relazione, anche nei confronti dei propri colleghi e in particolare dei superiori, il che lo porta a cercare rifugio nelle proprie fantasie, spingendolo a passare più tempo sul ponte ologrammi che con i suoi colleghi, cosa che lo ha portato a curarsi presso il consigliere della nave stellare. Affetto da vari tic, nevrosi e da una tendenza alla balbuzie, Reginald viene spesso portato dalla propria timidezza e incapacità sociale ad assumere comportamenti patologici. È infatti ipocondriaco e soffre di paura del teletrasporto, come accade nel 2369, anche se in seguito sembra aver superato questo ostacolo.
Reg ha inoltre un debole per il consigliere Deanna Troi, come dimostrano i suoi goffi tentativi di passare del tempo insieme alla donna, approfittando anche delle sedute di psicoterapia. Nelle sue fantasie romantiche e quindi nei programmi del ponte ologrammi Deanna è spesso presente, e solo in quelle occasioni riesce a sedurla, sviluppando per lei una sorta di ossessione sentimentale. Nonostante un inizio non promettente, Deanna lo aiuterà molto spesso a superare i suoi ostacoli e col tempo diventerà la sua migliore amica.

## Storia del personaggio
Nel 2373, mentre è a bordo dell'Enterprise-E, in seguito a un viaggio del tempo dovuto ai Borg, Barclay ha la possibilità di incontrare uno dei suoi idoli, Zefram Cochrane, l'inventore della propulsione a curvatura per il pianeta Terra.
Nel 2376, dopo aver lasciato l'Enterprise, Barclay viene assegnato al programma Pathfinder della Flotta Stellare, il cui scopo è riuscire a contattare la USS Voyager NCC-74656, la nave stellare del Capitano Janeway dispersa nel quadrante Delta. In questo suo nuovo incarico il tenente Barclay, pur dovendo fare ancora i conti con le proprie ossessioni - finisce infatti per creare una copia olografica dell'equipaggio della Voyager, che trasforma nei suoi "migliori amici" - riesce infine a stabilire un contatto permanente con la lontana nave stellare, aiutando l'equipaggio nel suo ritorno a casa.

## Interpreti
Reginald Barclay viene interpretato dall'attore statunitense Dwight Schultz, già conosciuto all'epoca per aver impersonato Murdock nella serie televisiva A-Team. Schultz lo impersona negli episodi Illusione o realtà? (Hollow Pursuits, 1990), All'ennesima potenza (The Nth Degree, 1991), Paure nascoste (Realm Of Fear, 1992), La nave in bottiglia (Ship In A Bottle, 1993) e Genesi (Genesis, 1994) della serie televisiva Star Trek: The Next Generation. A questi seguono gli episodi Proiezioni (Projections, 1995), Pathfinder (Pathfinder, 1999), La linea della vita (Life Line, 2000), Il messaggero (Inside Man, 2000), L'autore, l'autore! (Author, Author, 2000) e Fine del gioco (prima parte) (Endgame: Part 1, 2001) della serie televisiva Star Trek: Voyager. Schultz riprende inoltre il personaggio anche nel film Primo contatto (Star Trek: First Contact, 1996) e nel film fanfiction distribuito direct-to-video Borg War (2006). Presta inoltre la voce al personaggio nel videogioco Star Trek: Elite Force II (2003).
Nell'edizione italiana delle opere del franchise Reginald Barclay viene doppiato da: Sandro Acerbo nell'episodio Illusione o realtà? della serie The Next Generation; Antonio Sanna negli altri episodi di The Next Generation; da Massimo Lodolo in Star Trek: Voyager e da Michele Kalamera nell'episodio Proiezioni di Star Trek: Voyager.

## Filmografia

### Cinema
- Primo contatto (Star Trek: First Contact), regia di Jonathan Frakes (1996)
- Borg War, regia di Geoffrey James - fanfiction, direct-to-video (2006)

### Televisione
- Star Trek: The Next Generation - serie TV, 5 episodi (1990-1994)
- Star Trek: Voyager - serie TV, 6 episodi (1995-2001)

## Pubblicazioni

### Romanzi
- (EN) Michael Jan Friedman, Reunion, collana Star Trek: The Next Generation, New York, Pocket Books, 1991, ISBN 0671787551.

## Giochi

### Videogiochi
- Star Trek: Elite Force II (2003)

## Romanzi
- (EN) Michael Jan Friedman, Reunion, collana Star Trek: The Next Generation, Pocket Books, 1991.